# Ordre de bataille lors de la bataille de Brandywine
Pour un article plus général, voir Bataille de Brandywine.

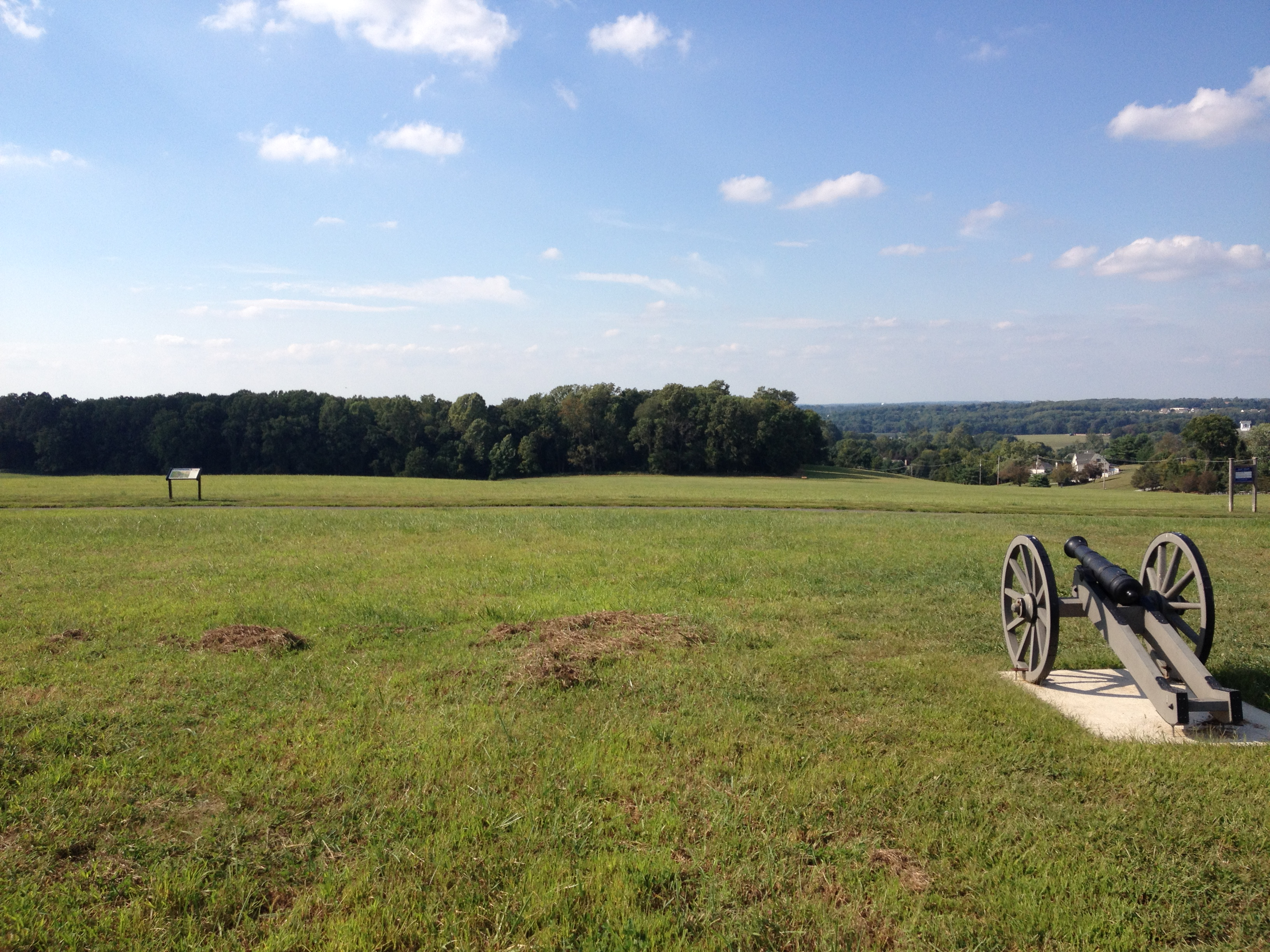
Vue du champ de bataille de Brandywine en 2015.

Au cours de la bataille de Brandywine le 11 septembre 1777, une armée continentale américaine menée par le général George Washington affronte une armée britannique commandée par le général William Howe. Washington ayant déployé ses troupes sur une position défensive derrière la rivière Brandywine, Howe ordonne aux 5 000 hommes du général Wilhelm von Knyphausen d'effectuer une démonstration de force devant les lignes américaines à Chadd's Ford. Simultanément, 10 000 soldats britanniques aux ordres du général Charles Cornwallis, par une large marche de flanc, traversent la rivière et prennent à revers les troupes américaines du général John Sullivan formant l'aile droite du dispositif. Ces dernières procèdent à un changement de front pour parer à cette menace mais les Britanniques parviennent à emporter la décision. Pendant que Howe progresse dans ce secteur, Knyphausen transforme sa diversion en une attaque frontale contre le centre américain. L'armée de Washington est repoussée en désarroi mais l'intervention de l'arrière-garde commandée par Nathanael Greene la sauve d'une déroute. Les forces continentales se retirent sur Chester en Pennsylvanie tandis que Howe occupe Wilmington dans le Delaware. 

## Ordre de bataille britannique

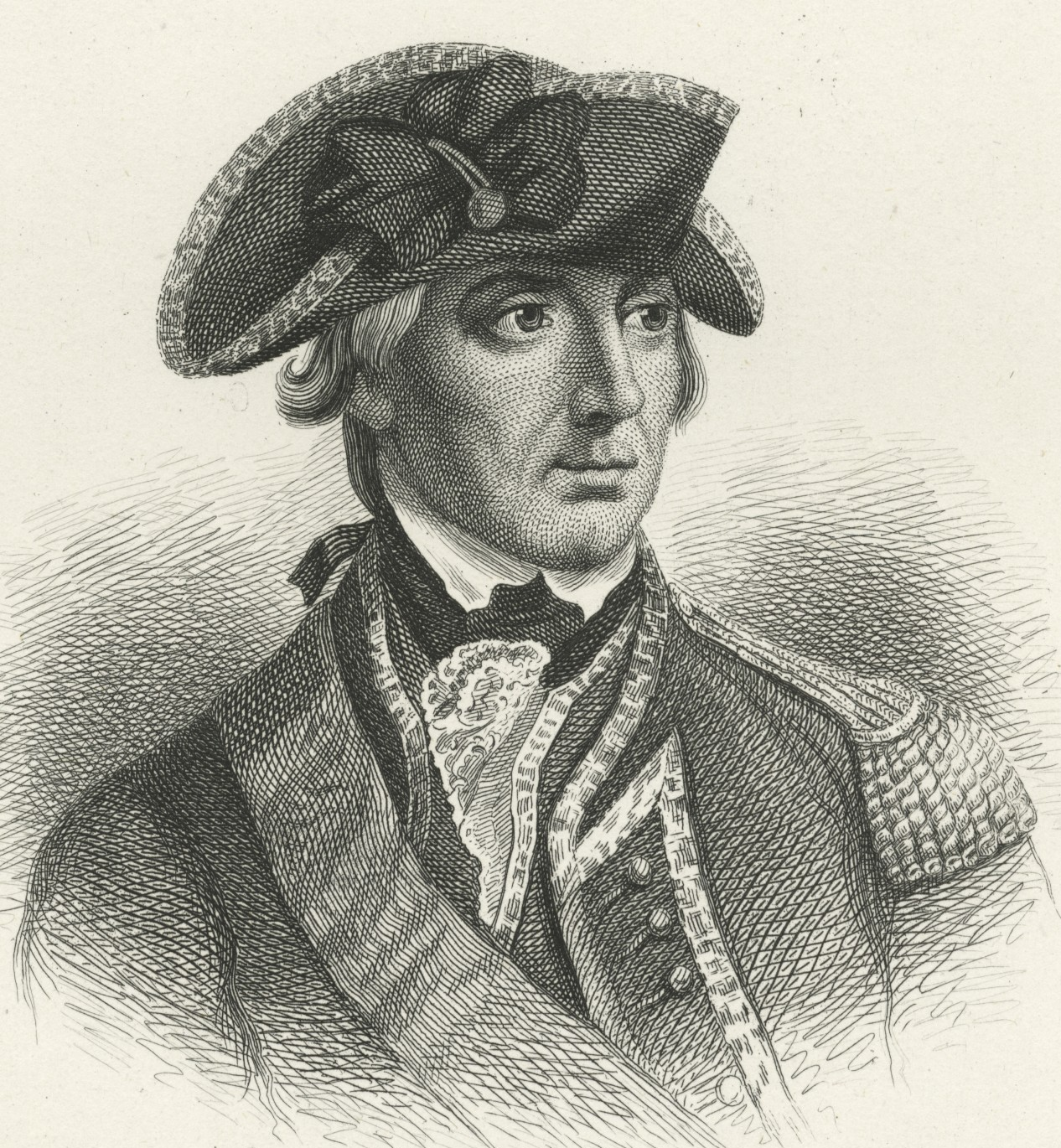
Le général William Howe, commandant en chef les forces britanniques.

Général William Howe, commandant en chef — 18 000 hommes
- Quartier-maître général : brigadier-général William Erskine

Note : chaque brigade est équipée de deux ou quatre canons de 3 ou 4 livres.

### Aile gauche

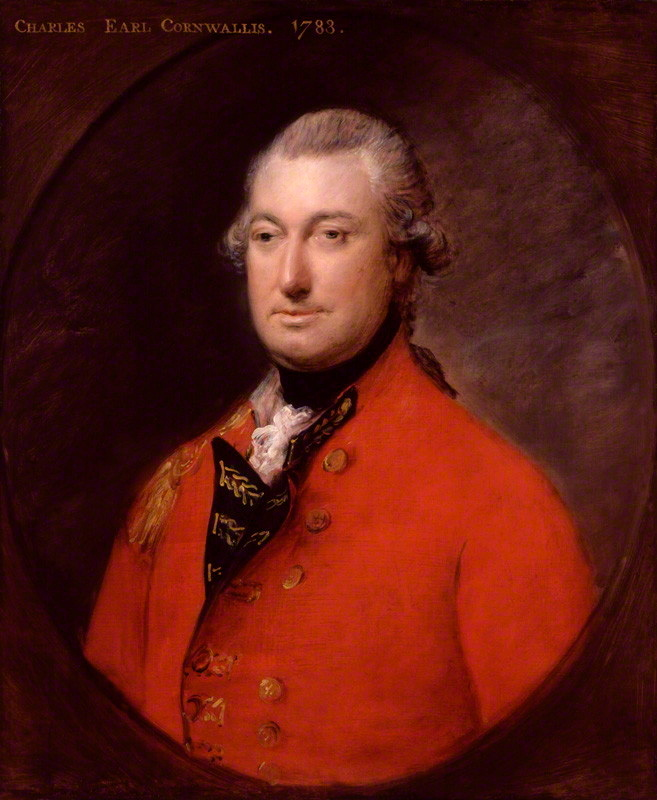
Le lieutenant-général Charles Cornwallis, commandant l'aile gauche britannique.

Lieutenant-général Charles Cornwallis
- Formations indépendantes : 
  - 16e régiment de dragons légers — 200 hommes
  - Jägers hessois et d'Anspach : lieutenant-colonel Ludwig von Wurmb — 500 hommes
  - Compagnie de jägers montés : capitaine Richard Lorey — 100 hommes
  - Artillerie : 3e brigade
    - 4 canons de 12 livres et 6 canons de 6 livres
- Brigade des Guards : brigadier-général Edward Mathew — 939 hommes[3]
  - Éléments des 1er, 2e et 3e Foot Guards
  - 1er bataillon — 488 hommes
    - Compagnie de grenadiers : lieutenant-colonel George Osborn — 124 hommes
    - Compagnie Hyde — 93 hommes
    - Compagnie Wrottesley — 91 hommes
    - Compagnie Cox — 90 hommes
    - Compagnie Garth — 90 hommes

  - 2e bataillon — 451 hommes
    - Compagnie Stephen — 88 hommes
    - Compagnie Murray — 89 hommes
    - Compagnie O'Hara — 87 hommes
    - Compagnie Martin — 91 hommes
    - Compagnie légère : lieutenant-colonel George Osborn — 96 hommes[4],[5]

  - Infanterie légère — 1 300 hommes[5]

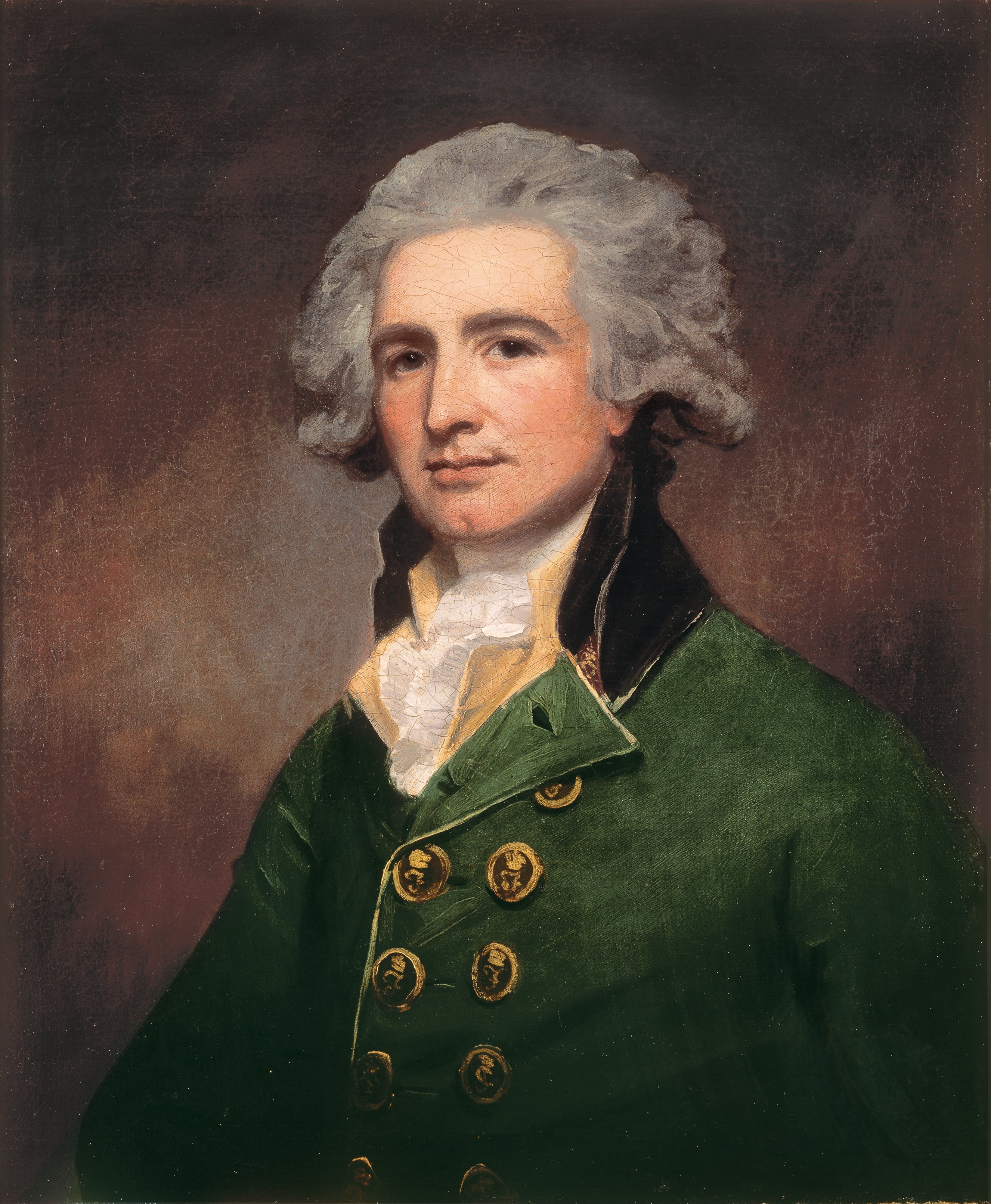
Le lieutenant-colonel Robert Abercromby, commandant le 1er bataillon d'infanterie légère.

- -     - 1er bataillon d'infanterie légère : lieutenant-colonel Robert Abercromby — 14 compagnies légères de la ligne
    - 2e bataillon d'infanterie légère : major John Maitland — 14 compagnies légères de la ligne

  - Grenadiers — 1 400 hommes[5]
    - 1er bataillon de grenadiers : lieutenant-colonel William Medows — 16 compagnies de grenadiers de la ligne
    - 2e bataillon de grenadiers : colonel Henry Monckton — 15 compagnies de grenadiers de la ligne

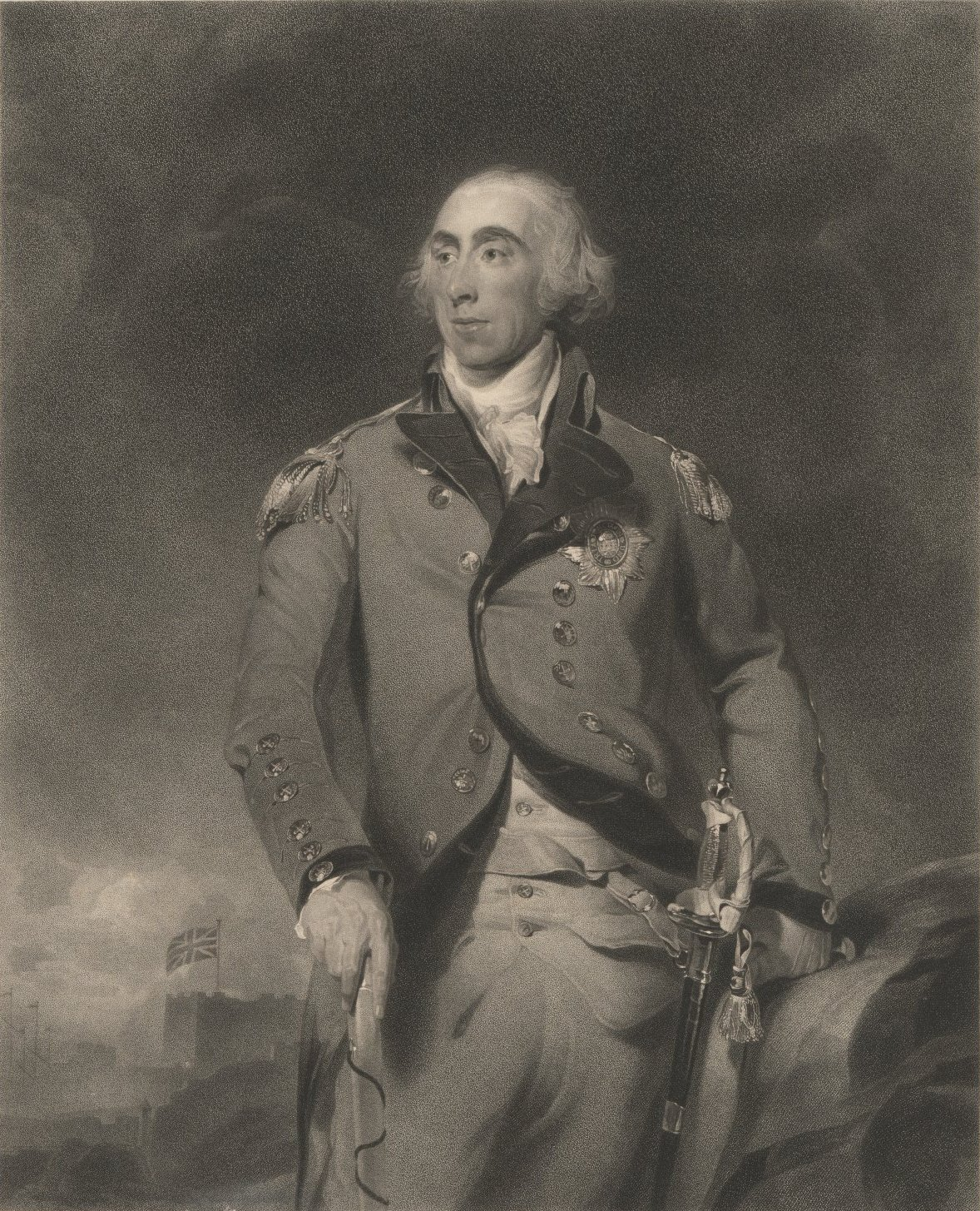
Le général Charles Grey, commandant la 3e brigade britannique.

- 3e brigade : général Charles Grey — 3 000 hommes pour les 3e et 4e brigades réunies[6]
  - 15e régiment d'infanterie
  - 17e régiment d'infanterie
  - 42e régiment d'infanterie
  - 44e régiment d'infanterie
- 4e brigade : brigadier-général James Agnew[7]
  - 33e régiment d'infanterie
  - 37e régiment d'infanterie
  - 46e régiment d'infanterie
  - 64e régiment d'infanterie
- Brigade hessoise : colonel Carl von Donop — 1 300 hommes[8]
  - Bataillon de grenadiers Linsing
  - Bataillon de grenadiers Minningerode
  - Bataillon de grenadiers Lengerke

### Aile droite

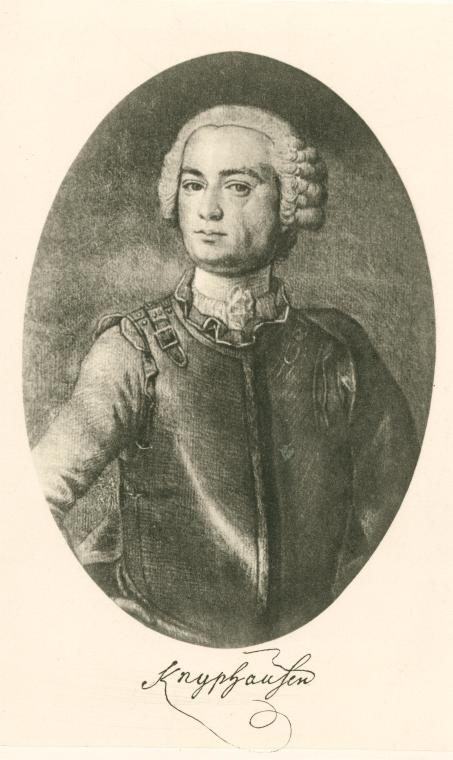
Le lieutenant-général Wilhelm von Knyphausen, commandant l'aile droite britannique.

Lieutenant-général Wilhelm von Knyphausen
- Formations indépendantes : 
  - Queen's Rangers : capitaine James Weymss — 300 hommes
  - Rifle Corps : capitaine Patrick Ferguson — 90 hommes
  - 16e régiment de dragons légers — 200 hommes
  - 71e régiment d'infanterie — 1 200 hommes
    - 1er et 3e bataillons affectés à la garde des bagages[10]
    - 2e bataillon — 350 hommes

  - Artillerie : 1re et 2e brigades 
    - 6 canons de 12 livres et 4 obusiers
- Brigade hessoise : major général Johann Daniel Stirn — 2 000 hommes[10],[11],[12]
  - Régiment d'infanterie Erbprinz
  - Régiment d'infanterie Donop
  - Régiment d'infanterie Mirbach
- 1re brigade : major général James Grant — 1 400 hommes
  - 4e régiment d'infanterie
  - 23e régiment d'infanterie
  - 28e régiment d'infanterie
  - 49e régiment d'infanterie
- 2e brigade : major général James Grant — 1 300 hommes
  - 5e régiment d'infanterie
  - 10e régiment d'infanterie
  - 27e régiment d'infanterie
  - 40e régiment d'infanterie, lieutenant-colonel Thomas Musgrave
  - 55e régiment d'infanterie

## Ordre de bataille américain

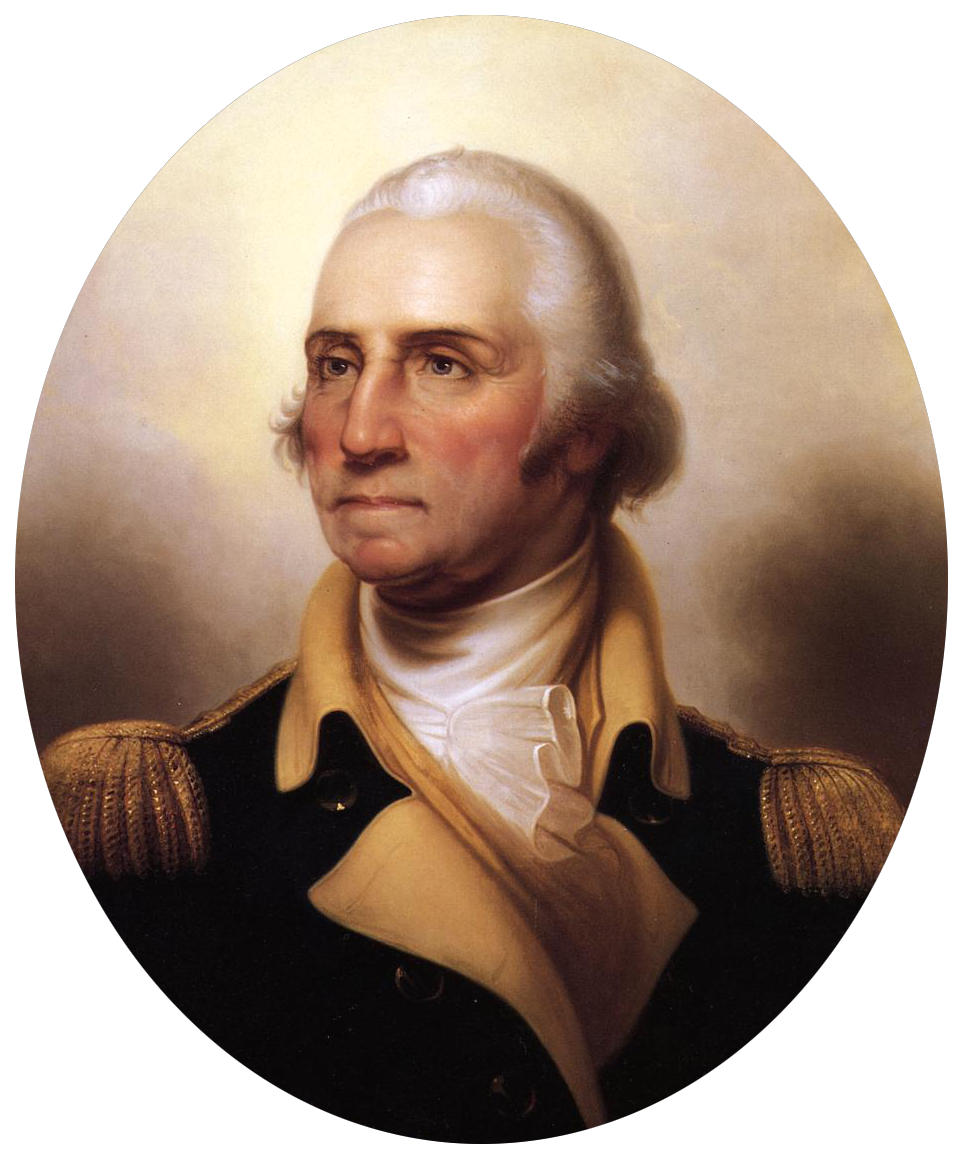
Le général George Washington, commandant en chef les forces américaines.

Général George Washington, commandant en chef — 12 000 réguliers et 3 000 miliciens

### Corps principal
- Détaché : 
  - Redoute de Chadd's Ford : colonel Thomas Proctor (en)[14]
    - 4e régiment d'artillerie continentale — 1 canon de 6 livres, deux canons de 4 livres et 1 obusier de 8 pouces

  - Corps d'infanterie légère : brigadier général William Maxwell (en) — 1 000 hommes[15]
    - Environ 100 soldats sont détachés de chacune des brigades régulières pour former ce corps

  - Brigade de Caroline du Nord : brigadier général Francis Nash — 1 094 hommes[16]
    - 1er régiment de Caroline du Nord, colonel Thomas Clark
    - 2e régiment de Caroline du Nord
    - 3e régiment de Caroline du Nord, colonel Jethro Sumner
    - 4e régiment de Caroline du Nord
    - 5e régiment de Caroline du Nord
    - 6e régiment de Caroline du Nord
    - 7e régiment de Caroline du Nord, colonel James Hogun
    - 8e régiment de Caroline du Nord
    - 9e régiment de Caroline du Nord

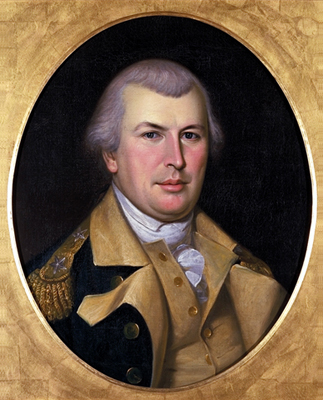
Le général Nathanael Greene.

- Division : major général John Armstrong, Sr. — 2 000 hommes[15]
  - 1re brigade de miliciens de Pennsylvanie : brigadier général James Potter (en)[17]
    - Régiment du comté de Philadelphie, Moor
    - Régiment du comté de Philadelphie, McVaugh
    - Régiment du comté de Bucks, major John Folwell
    - Régiment du comté de Lancaster, colonel James Watson
    - Régiment du comté de Berks, colonel Daniel Hunter
    - Régiment du comté de York, colonel James Thompson
    - Régiment du comté de Cumberland, colonel James Dunlap

  - Brigade de miliciens de Pennsylvanie : brigadier général James Irvine[17]
    - Régiment du comté de Philadelphie, lieutenant-colonel Jonathan Smith
    - Régiment du comté de Chester, colonel William Evans
    - Régiment du comté de Lancaster, colonel Philip Greenwalt
    - Régiment du comté de Lancaster, colonel Alexander Lowry
    - Régiment du comté de Northampton, colonel David Udree

- Division : major général Nathanael Greene — 2 500 hommes
  - 1re brigade de Virginie : brigadier général Peter Muhlenberg[18]
    - 1er régiment de Virginie
    - 5e régiment de Virginie
    - 9e régiment de Virginie, colonel George Mathews (en)
    - 13e régiment de Virginie
    - Bataillon allemand

  - 2e brigade de Virginie : brigadier général George Weedon (en)
    - 2e régiment de Virginie
    - 6e régiment de Virginie
    - 10e régiment de Virginie
    - 14e régiment de Virginie
    - Régiment de l'État de Pennsylvanie, colonel Walter Stewart (en)

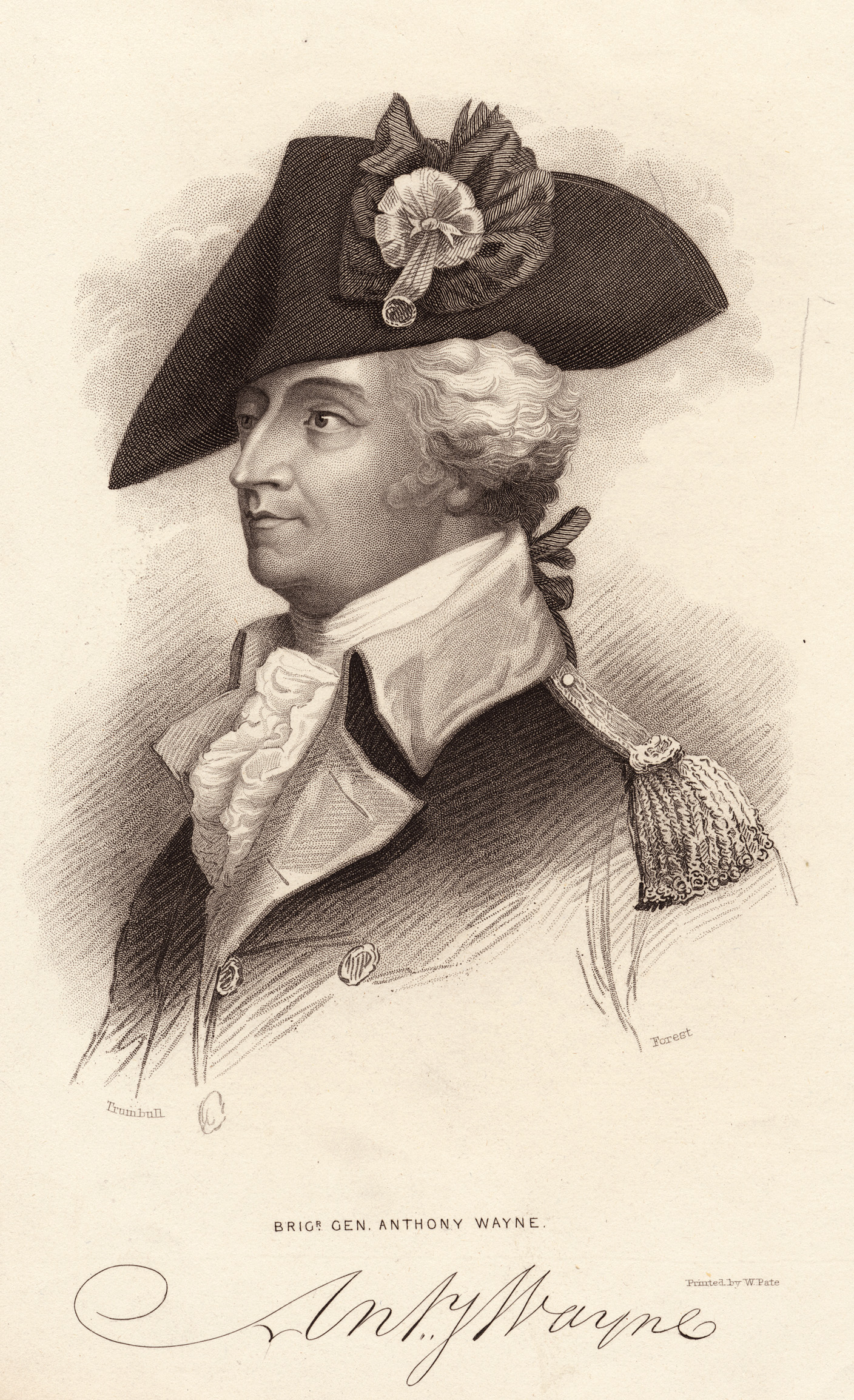
Le général Anthony Wayne.

- Division : brigadier général Anthony Wayne — 2 000 hommes[14]
  - 1re brigade de Pennsylvanie : colonel Thomas Hartley (en)[19]
    - 1er régiment de Pennsylvanie, colonel James Chambers
    - 2e régiment de Pennsylvanie, major William Williams
    - 7e régiment de Pennsylvanie
    - 10e régiment de Pennsylvanie, lieutenant-colonel Adam Hubley
    - Régiment continental additionnel d'Hartley, lieutenant-colonel Morgan Connor

  - 2e brigade de Pennsylvanie : colonel Richard Humpton (en)
    - 4e régiment de Pennsylvanie
    - 5e régiment de Pennsylvanie, colonel Francis Johnston
    - 8e régiment de Pennsylvanie
    - 11e régiment de Pennsylvanie, colonel Richard Humpton

### Aile du général Sullivan

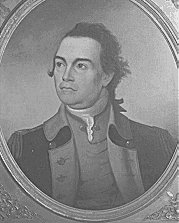
Le major général John Sullivan.

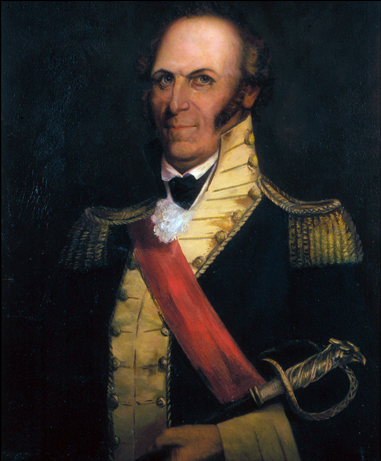
Le brigadier-général Charles Scott.

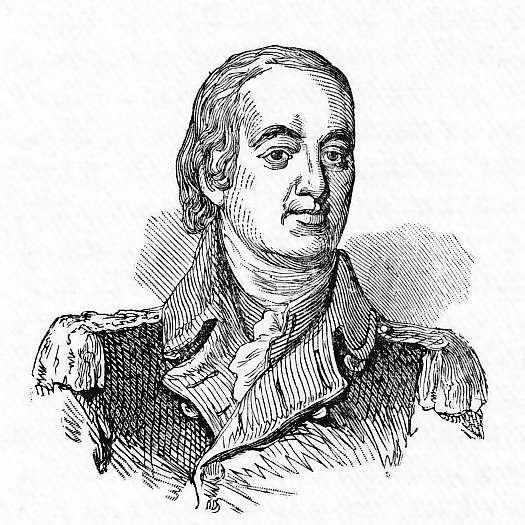
Le major général William Alexander.

- Division : major général John Sullivan — 1 100 hommes (moins le 1er régiment du Delaware et le 2e régiment canadien)[15]
  - 1re brigade du Maryland : commandant inconnu (brigade de William Smallwood)[20]
    - 1er régiment du Maryland
    - 3e régiment du Maryland
    - 7e régiment du Maryland
    - 1er régiment du Delaware, colonel David Hall ― 250 hommes

  - 2e brigade du Maryland : brigadier-général Philippe Hubert Preudhomme de Borre[21]
    - 2e régiment du Maryland
    - 4e régiment du Maryland, colonel Josias Carvil Hall
    - 6e régiment du Maryland
    - 2e régiment canadien, colonel Moses Hazen ― 400 hommes

- Division : major général Adam Stephen ― 1 500 hommes[22]
  - 3e brigade de Virginie : brigadier-général William Woodford[23]
    - 3e régiment de Virginie
    - 7e régiment de Virginie
    - 11e régiment de Virginie
    - 15e régiment de Virginie

  - 4e brigade de Virginie : brigadier-général Charles Scott
    - 4e régiment de Virginie
    - 8e régiment de Virginie
    - 12e régiment de Virginie
    - Régiment continental additionnel de Grayson[24]
    - Régiment continental additionnel de Patton[25]

- Division : major général William Alexander ― 1 500 hommes[22]
  - Brigade du New Jersey : brigadier-général William Maxwell 
    - 1er régiment du New Jersey, colonel Mathias Ogden[26],[27]
    - 2e régiment du New Jersey
    - 3e régiment du New Jersey, colonel Elias Dayton
    - 4e régiment du New Jersey

  - 3e brigade de Pennsylvanie : brigadier-général Thomas Conway[28]
    - 3e régiment de Pennsylvanie
    - 6e régiment de Pennsylvanie
    - 9e régiment de Pennsylvanie
    - 12e régiment de Pennsylvanie
    - Régiment continental additionnel de Spencer[29]